# 三十ふり袖
『三十ふり袖』（さんじゅうふりそで）は、山本周五郎の小説、及びそれを原作としたテレビドラマ・舞台。1954年、『講談倶楽部』に掲載され、1971年と1993年にテレビドラマ化、1999年に舞台化された。

## テレビドラマ

### 1971年
1971年11月21日、TBS系列の『東芝日曜劇場』枠で放送。

#### スタッフ
- 原作：山本周五郎
- 脚本：隆巴
- 演出：鈴木淳生

#### キャスト
- お幸：佐久間良子
- 嘉兵衛：山内明
- お幸の母：夏川静枝
- 加藤武
- 山岡久乃
- 進士晴久

### 1993年
1993年3月14日、TBS系列の『東芝日曜劇場』枠で放送。

#### スタッフ
- 原作：山本周五郎
- 脚本：宮川一郎
- プロデューサー：石井ふく子
- 演出：鴨下信一

#### キャスト
- お幸：大原麗子
- お文：杉村春子
- 嘉兵衛：宇津井健
- お松：草笛光子
- 平吉：米倉斉加年

| TBS 東芝日曜劇場 | TBS 東芝日曜劇場              | TBS 東芝日曜劇場 |
| 前番組           | 番組名                        | 次番組           |
| ---------------- | ----------------------------- | ---------------- |
| 花嫁の歳月       | 三十ふり袖 （1971年11月21日） | 初恋             |
| めぐりあい       | 三十ふり袖 （1993年3月14日）  | 愛のいたずら     |

## 舞台
タイトルを『花の三十ふり袖』とし、1999年5月3日から5月26日まで、名鉄ホールにおいて東宝により公演された。

### スタッフ
- 原作：山本周五郎
- 脚本：池田政之
- 演出：滝澤辰也

### キャスト
- お幸：加賀まりこ
- 巴屋嘉兵衛：田村亮
- お文：丹阿弥谷津子
- お松：あき竹城
- 平吉：芦屋雁平
- 善兵衛：横澤祐一
- お千代：古柴香織
- おちか：古川けい
- 忠蔵：小島和夫

| スタブアイコン | サブスタブ | この項目は、まだ閲覧者の調べものの参照としては役立たない、テレビ番組に関連した書きかけの項目です。この項目を加筆・訂正などしてくださる協力者を求めています（P:テレビ/PJ:放送または配信の番組）。 |